# Ålems Orgelverkstad

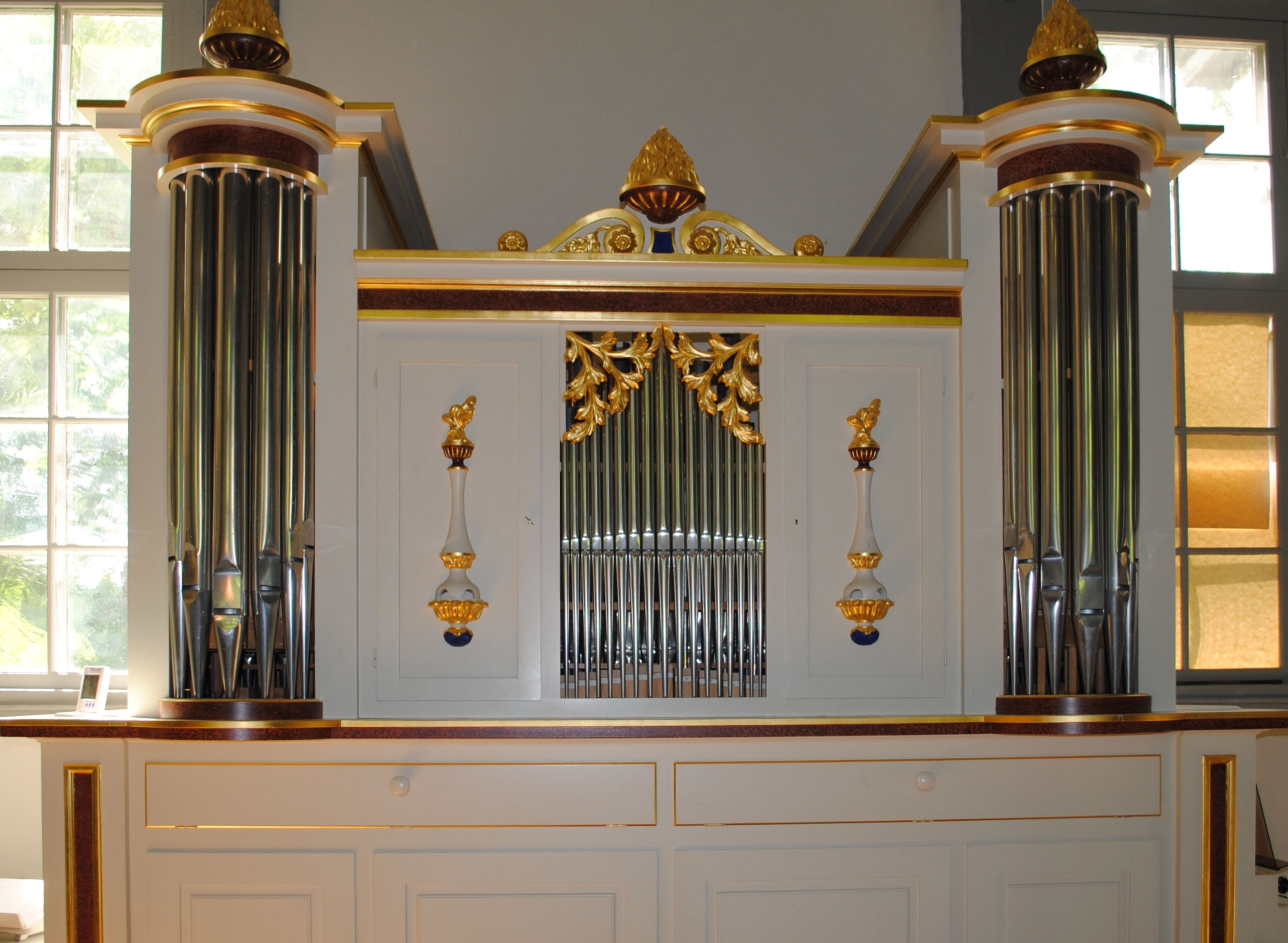
Kororgel i Fliseryds kyrka.

Ålems Orgelverkstad AB grundades 1985 av Sune Fondell (1939-). Lennart Olofsgård, som tog över företaget 2005, har arbetat där sedan 1990.

## Orgelverk
Listor över nybyggda och restaurerade orglar av Ålems orgelverkstad. För mer information om orgeln se respektive kyrka.

### Nybyggda orglar
| År   | Plats                      | Kyrka                                  | Orgel     |
| ---- | -------------------------- | -------------------------------------- | --------- |
| 1984 | Sverige, Mönsterås         | Ålems kyrka                            | Kororgel  |
| 1985 | Sverige, Oskarshamn        | Figeholms kyrka                        | Kororgel  |
| 1986 | Sverige, Kalmar            | Förlösa kyrka                          | Kororgel  |
| 1986 | Sverige, Oskarshamn        | Oskarshamns folkhögskola               |           |
| 1986 | Sverige, Oskarshamn        | Oskarshamns folkhögskola               |           |
| 1986 | Sverige, Oskarshamn        | Oskarshamns folkhögskola               |           |
| 1987 | Sverige, Högsby            | Högsby kyrka                           | Kororgel  |
| 1987 | Sverige, Täby              | Eviga ljusets kapell                   |           |
| 1988 | Sverige, Linköping         | Västerlösa kyrka                       | Kororgel  |
| 1988 | Sverige, Munkfors          | Munkfors kyrka                         |           |
| 1989 | Sverige, Mönsterås         | Fliseryds kyrka                        |           |
| 1989 | Sverige, Motala            | Björkhällakyrkan                       |           |
| 1990 | Sverige, Stockholm         | Allhelgonakyrkan                       |           |
| 1991 | Sverige, Enköping          | Giresta kyrka                          |           |
| 1991 | Sverige, Täby              | Gribbylunds kapell                     |           |
| 1991 | Sverige, Trosa             | Vagnhärads kyrka                       |           |
| 1991 | Sverige, Växjö             | Söraby kyrka                           |           |
| 1991 | Sverige, Kalmar            | Två Systrars kapell                    |           |
| 1992 | Sverige, Växjö             | Tjureda kyrka                          |           |
| 1992 | Sverige, Värnamo           | Hångers kyrka                          |           |
| 1992 | Sverige, Kalmar            | Sankt Johannes kyrka                   |           |
| 1992 | Sverige, Kalmar            | Sankt Olofs kyrka                      |           |
| 1992 | Sverige, Kalmar            | Garvaregården                          |           |
| 1992 | Sverige, Trosa             | Vagnhärads kyrka                       |           |
| 1993 | Sverige, Kalmar            | Dörby kyrka                            |           |
| 1993 | Sverige, Högsby            | Långemåla kyrka                        |           |
| 1993 | Sverige, Karlskrona        | Kungsmarkskyrkan                       |           |
| 1993 | Sverige, Uddevalla         | Ljungskile folkhögskola                |           |
| 1993 | Sverige, Göteborg          | Musikhögskolan Artisten                |           |
| 1994 | Sverige, Eksjö             | Hults kyrka                            | Kororgel  |
| 1994 | Sverige, Mönsterås         | Fliseryds kyrka                        |           |
| 1994 | Sverige, Vimmerby          | Sankt Johannes kapell                  |           |
| 1994 | Sverige, Laholm            | Skummeslövs kyrka                      |           |
| 1994 | Sverige, Mönsterås         | Mönsterås kyrka                        |           |
| 1995 | Sverige, Stockholm         | Engelska kyrkan                        |           |
| 1995 | Sverige, Laholm            | Holms kyrka                            |           |
| 1995 | Sverige, Stockholm         | Katarina kyrka                         |           |
| 1995 | Sverige, Gotland           | Visby domkyrka                         |           |
| 1995 | Sverige, Malung-Sälen      | Rörbäcksnäs kyrka                      |           |
| 1996 | Sverige, Uddevalla         | Lane-Ryrs kyrka                        |           |
| 1996 | Sverige, Östhammar         | Öregrunds kyrka                        |           |
| 1996 | Sverige, Jönköping         | Tabergs Missionskyrka                  |           |
| 1996 | Sverige, Kalmar            | Sankta Birgitta kyrka                  | Kistorgel |
| 1997 | Sverige, Gislaved          | Gislaveds kyrka                        |           |
| 1997 | Norge, Holmestrand         | Hillestads kyrka                       |           |
| 1997 | Norge, Hadsel              | Hadsel kyrka                           |           |
| 1998 | Sverige, Nybro             | Nybro Skogskapell                      |           |
| 1998 | Sverige, Stockholm         | Stora Sköndals kyrka                   |           |
| 1998 | Sverige, Östra Göinge      | Hjärsås kyrka                          |           |
| 1998 | Sverige, Kalmar            | Kalmar Domkyrka                        |           |
| 1999 | Sverige, Lysekil           | Bro kyrka, Bohuslän                    |           |
| 1999 | Sverige, Vimmerby          | Pelarne kyrka                          |           |
| 1999 | Sverige, Göteborg          | Buråskyrkan                            |           |
| 1999 | Sverige, Leksand           | Djura kyrka                            |           |
| 2000 | Sverige, Österåker         | Östra Ryds kyrka                       | Kistorgel |
| 2000 | Sverige, Hjo               | Hjo gravkapell                         |           |
| 2000 | Sverige, Hjo               | Hjo folkhögskola                       |           |
| 2000 | Sverige, Hjo               | Hjo folkhögskola                       |           |
| 2000 | Sverige, Hjo               | Hjo folkhögskola                       |           |
| 2000 | Norge, Tynset              | Tynset kyrka                           | Kororgel  |
| 2000 | Sverige, Gotland           | Träkumla kyrka                         |           |
| 2001 | Sverige, Växjö             | Växjö domkyrka                         |           |
| 2001 | Sverige, Västervik         | Gamleby kyrka                          |           |
| 2001 | Sverige, Åker              | Åkers kyrka                            |           |
| 2001 | Sverige, Skara             | Skara domkyrka                         | Kistorgel |
| 2001 | Sverige, Göteborg          | Göteborgs domkyrka                     | Kistorgel |
| 2002 | Sverige, Partille          | Furulundskyrkan                        |           |
| 2002 | Sverige, Hudiksvall        | Sankta Maria kapell                    |           |
| 2002 | Sverige, Hjo               | Mofalla kyrka                          |           |
| 2003 | Sverige, Lerum             | Skallsjö kyrka                         |           |
| 2003 | Sverige, Linköping         | Allhelgonakyrkan                       |           |
| 2003 | Sverige, Arboga            | Heliga Trefaldighets kyrka             |           |
| 2003 | Sverige, Gotland           | Allhelgona Kapell                      |           |
| 2003 | Sverige, Mariestad         | Ullervads kyrka                        |           |
| 2003 | Sverige, Hudiksvall        | Hälsingtuna kyrka                      |           |
| 2008 | Norge, Lensvik             | Lensviks kyrka                         |           |
| 2008 | Norge, Erdal, Askøy kommun | Erdals kyrka                           |           |
| 2009 | Sverige, Götene kommun     | Ledsjö kyrka                           | Kororgel  |
| 2010 | Sverige, Kalmar            | Ryssby kyrka                           |           |
| 2011 | Norge, Bergen              | Bønes kyrka                            |           |
| 2012 | Sverige, Västervik         | S:ta Maria kapell                      |           |
| 2012 | Sverige, Göteborg          | Mariakyrkan                            |           |
| 2013 | Norge, Kongsvinger         | Vinger kyrka                           |           |
| 2014 | Sverige, Hjo               | Södra Fågelås kyrka                    |           |
| 2014 | Sverige, Linköping         | Kärna kyrka                            |           |
| 2014 | Sverige, Halmstad          | Rävinge kyrka                          |           |
| 2014 | Sverige, Ljungby           | Agunnaryds kyrka                       |           |
| 2014 | Sverige, Skellefteå        | Skellefteå landsförsamlings gravkapell |           |
| 2016 | Norge, Fister              | Fister kyrka                           |           |
| 2017 | Norge, Fitjar              | Fitjars kyrka                          |           |
| 2017 | Sverige, Falkenberg        | Stafsinge kyrka                        |           |
| 2018 | Norge, Spikkestad          | Spikkestad kyrko- och kulturcenter     |           |
| 2018 | Norge, Dombås              | Dombås kyrka                           |           |

### Restaurerade orglar
| År   | Plats                | Kyrka                 | Orgeltyp |
| ---- | -------------------- | --------------------- | -------- |
| 1988 | Sverige, Borgholm    | Egby kyrka            |          |
| 1988 | Sverige, Norrköping  | Häradshammars kyrka   |          |
| 1991 | Sverige, Söderköping | Sankt Laurentii kyrka |          |
| 1992 | Sverige, Värnamo     | Hångers kyrka         |          |
| 1994 | Sverige, Vara        | Norra Vånga kyrka     |          |
| 1997 | Sverige, Eksjö       | Edshults kyrka        |          |
| 1999 | Sverige, Stockholm   | Tåby kyrka            |          |
| 2000 | Sverige, Hjo         | Hjo kyrka             |          |
| 2007 | Sverige, Skruv       | Ljuders kyrka         |          |